# 博努
博努（法語：Bonou），是貝寧的城鎮，位於該國東南部，由韋梅省負責管轄，面積275平方公里，海拔高度49米，2013年該城鎮人口44,349，人口密度每平方公里161人。